# Arteria radialis

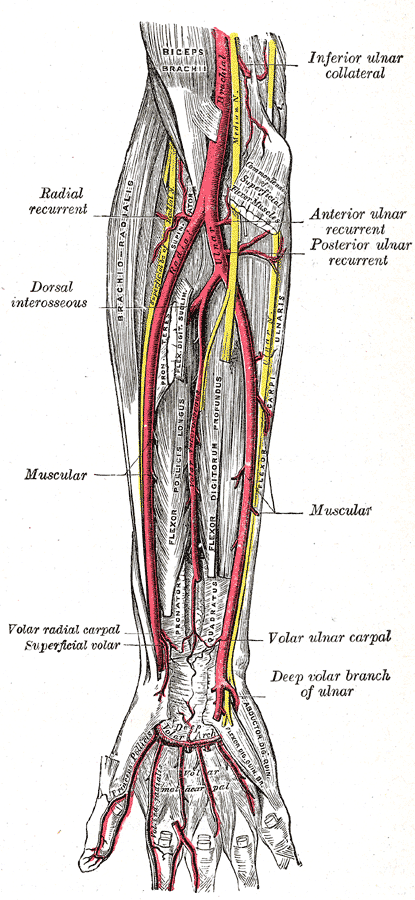
Arteria radialis är det vänstra av de två tjocka röda blodkärlen i underarmen.

Arteria radialis eller strålbensartären är ett blodkärl i underarmen. Arteria radialis är överarmsartärens delningsgren eller första gren (embryologiskt). Artären löper på radialsidan (tumsidan) av underarmen, mellan musklerna m. brachioradialis och m. flexor carpi radialis, utanpå muskeln pronator teres till handloven. När man mäter pulsen vid handleden görs detta normalt här på arteria radialis. Härifrån går artären vidare genom handleden bakom benet os trapezium till laterala delen av handryggen (fossa tabatiere, den så kallade snusgropen) och fortsätter sedan i handflatan.
Artären når fram till arcus palmaris profundus, efter att ha trängt tvärs igenom en av handflatans muskler, första m. interosseus dorsalis, mellan dess båda huvuden.